# Tausend rote Rosen
Tausend rote Rosen ist das Debütalbum des deutschen Schlagersängers Olaf Malolepski, der durch Die Flippers bekannt wurde. Das Album wurde am 14. Oktober 2011 in Deutschland, Österreich und der Schweiz von Ariola (Sony Music) veröffentlicht.

## Entstehung
Ein halbes Jahr nach der offiziellen Auflösung der Schlagergruppe Flippers startete Olaf Malolepski eine Karriere als Solist. Nach eigenen Angaben konnte er „nicht stillsitzen“ und stecke „noch immer voller Tatendrang“. Als Künstlername wählte er seinen Vornamen Olaf, d. h. sein Nachname wird auf dem Cover nicht erwähnt. Malolepski steht bei Ariola (Sony Music) unter Vertrag. Das Album wurde in den „seven-arts Studios“ in Mannheim aufgenommen.
Die 14 Titel wurden komponiert von Joschi Dinier, Oliver Corvino, Armin Kandel, Frank Becker, Marcel Brell, Reiner Burmann, Andreas Bärtels, Werner Stephan und Anke Thomas. Die Texte stammen unter anderem von Joschi Dinier, Tommy de Winter, Helmut Theil, Marita Theil, Tobias Reitz, Edith Jeske, Frank Becker, Thomas Köhn und Bernd Meinunger. Arrangeure waren Joschi Dinier und Reiner Burmann. Produziert wurde das Album von Joschi Dinier. Beim Titel „Tiefer als der Ozean“ wirkten die „Karen Martin Singers“ mit.

## Covergestaltung
Das Cover zeigt ein Foto von Malolepski mit einem Strauß roter Rosen. Der Hintergrund ist rot gehalten, wobei der Schriftzug mit roter Farbe geschrieben und mit weißer Farbe hinterlegt ist. Die Aufnahme stammt von Fotograf Manfred Esser.

## Musikstil
Musikalisch und auch textlich gibt es wenig Unterschiede zu den Flippers. Es handelt sich vor allem um einfache Schlagermelodien und gefühlvolle Texte, die gängige Schlager-Standards bedienen. Liebe und Reisesehnsucht sind Themen des Albums. Gelegentlich werden auch nachdenklichere Töne angeschlagen.

## Titelliste
T: Texte, M: Musik
1. Tausend rote Rosen – 3:13 (M: Joschi Dinier T: Joschi Dinier, Tommy De Winter)
2. Von ganzem Herzen – 3:12 (M: Joschi Dinier T: Joschi Dinier, Helmut Theil, Marita Theil)
3. Komm mit runter zum Hafen – 2:53 (M: Oliver Corvino T: Edith Jeske)
4. Du bist so süß wie Marzipan – 3:20 (M: Armin Kandel, Frank Becker, T: Frank Becker, Thomas Köhn)
5. Kein Mensch ist eine Insel – 3:51 (M: Marcel Brell T: Tobias Reitz)
6. Die Fiesta der Liebe – 3:41 (M: Reiner Burmann T: Bernd Meinunger)
7. Ein Blick sagt tausend mal mehr – 3:10 (M: Joschi Dinier T: Joschi Dinier, Karl Ehret)
8. Du sollst immer glücklich sein – 3:24 (M: Anke Thomas T: Bernd Meinunger)
9. Auf der spanischen Treppe – 3:10 (M und T: Andreas Bärtels)
10. Tiefer als der Ozean (feat. Karen Martin Singers) – 3:24 (M: Joschi Dinier, Werner Stephan T: Frank Becker, Thomas Köhn, Werner Stephan)
11. Gib der Liebe eine zweite Chance – 3:18 (M: Reiner Burrmann T: Bernd Meinunger)
12. Anna Luisa – 3:08 (M: Anke Thomas T: Tobias Reitz)
13. Vaya con Dios – 3:29 (M: Anke Thomas T: Frank Thorsten)
14. Jeder Abschied ist ein neuer Anfang – 3:14 (M: Joschi Dinier, Werner Stephan T: Joschi Dinier, Tommy de Winter)

Im März 2012 wurde eine Premium-Edition des Albums veröffentlicht. Sie beinhaltet eine DVD mit einem 45-minütigen TV-Spezial und drei Neuaufnahmen alter Flippers-Lieder sowie ein Medley.

## Rezeption

### Charts und Chartplatzierungen
| ChartsChartplatzierungen | Höchstplatzierung | Wochen |
| ------------------------ | ----------------- | ------ |
| Deutschland (GfK)        | 16 (8 Wo.)        | 8      |
| Österreich (Ö3)          | 38 (3 Wo.)        | 3      |
| Schweiz (IFPI)           | 68 (1 Wo.)        | 1      |

### Auszeichnungen für Musikverkäufe
| Land/Region        | Auszeichnungen für Musikverkäufe (Land/Region, Auszeichnung, Verkäufe) | Verkäufe |
| ------------------ | ---------------------------------------------------------------------- | -------- |
| Deutschland (BVMI) | Gold                                                                   | 100.000  |
| Insgesamt          | 1× Gold ·                                                              | 100.000  |

## Single
Im September 2011 wurde der Titelsong als Promo-Single veröffentlicht. Das Musikvideo wurde ebenfalls im September 2011 gedreht. Kleinere Ausschnitte waren bereits im September 2011 bei amazon.com zu sehen. Die Premiere der Single fand bei Florian Silbereisens Herbstfest am 15. Oktober 2011 statt. Die Single erreichte zwar über Verkäufe keine Chartplatzierung, landete aber auf Platz 2 der Konservativ Pop Airplaycharts.